# Renato Marchetti
Renato Marchetti (Roma, 1970) è un attore italiano.

## Biografia
Nato a Roma, nel 1970.
Nei suoi anni di carriera ha lavorato con moltissimi registi italiani, sia per la televisione che per il cinema. È per lo più un caratterista, molto utilizzato da Sergio Castellitto, suo zio.

## Filmografia

### Cinema
- Non ti muovere, regia di Sergio Castellitto (2004)
- Tris di donne e abiti nuziali, regia di Vincenzo Terraciano (2009)
- La bellezza del somaro, regia di Sergio Castellitto (2010)
- Sulla strada di casa, regia di Emiliano Corapi (2012)
- Posti in piedi in paradiso, regia di Carlo Verdone (2012)
- Stalker, regia di Luca Tornatore (2014)
- Senza nessuna pietà, regia di Michele Alhaique (2014)
- Nessuno si salva da solo, regia di Sergio Castellitto (2015)
- L'amore a domicilio, regia di Emiliano Corapi (2019)
- I predatori, regia di Pietro Castellitto (2020)
- Tre di troppo, regia di Fabio De Luigi (2023)
- In fuga con Babbo Natale, regia di Volfango De Biasi (2023)

### Televisione
- Nemici per la pelle – serie TV (1980)
- Un posto al sole – serie TV (1998-2000)
- La figlia di Elisa - Ritorno a Rivombrosa – serie TV (2007)
- Raffinati – serie TV (2009)
- Suburra - La serie – serie TV (2017-2019)
- Più forti del destino – serie TV (2022)
- ACAB - La serie – serie TV (2025)

## Teatrografia (parziale)
- L'onesto fantasma, testo e regia di Edoardo Erba (2023-2024)